# Đức Minh, Mộ Đức
Đức Minh là một xã ven biển thuộc huyện Mộ Đức, tỉnh Quảng Ngãi, Việt Nam.

## Địa lý
Xã Đức Minh có diện tích 15,95 km², dân số năm 1999 là 8.422 người, mật độ dân số đạt 528 người/km².

## Hành chính
Xã Đức Minh được chia thành 4 thôn: Minh Tân Bắc, Minh Tân Nam, Đạm Thủy Bắc, Đạm Thủy Nam.